# Les Trois Chevaux
Les Trois Chevaux est une série de peintures représentant des chevaux, réalisée à l'encre sur rouleau de papier, vraisemblablement par trois générations de la famille Zhao : Zhao Mengfu, son fils Zhao Yong, puis Zhao Lin. Après avoir été vendue aux États-Unis par le marchand d'art chinois Jingxian, cette série est désormais conservée à la Yale University Art Gallery.

## Contexte
La peinture a été réalisée sous la dynastie Yuan. Les Trois Chevaux (d'après le nom de référence attribué par la Yale University Art Gallery et par Mu Yiqin, du musée du Palais, en 1980) a été travaillé par plusieurs artistes, en premier lieu par Zhao Mengfu (1254–1322), puis par son fils Zhao Yong, enfin par Zhao Lin. C'est pourquoi ce rouleau est référencé sous le nom de Trois chevaux par trois générations de la famille Zhao dans le livre de référence de Xu Bangda, en 1981. 

## Description
La peinture est réalisée à l'encre de Chine, avec des touches de couleur sur papier. Zhao Mengfu est réputé pour s'être approprié les techniques de maîtres de la peinture chinoise, et avoir réalisé de nombreuses copies intégrant une synthèse des techniques qu'il avait assimilées.

## Analyse
Cette peinture est longtemps restée méconnue. Bien que nombreuses, les réalisations de Zhao Mengfu ont fait l'objet de publications seulement à partir des années 1960. D'après la classification de Liu Longteng, cette peinture appartient à la catégorie des « personnages et chevaux », et Cheval et Palefrenier en est une partie.

## Parcours de la peinture
Cette peinture a fait partie des possessions du marchand d'art Jingxian (1875-1928), qui commerçait régulièrement avec des amateurs d'Art chinois résidant aux États-Unis. Le 12 mars 1913, lorsque John Calvin Ferguson (en) visite le domicile de Jingxian à Huangmi Hutong, il note que Jingxian possède Les Trois Chevaux. La peinture entre dans la collection privée de Hobart et Edward Small Moore (Memorial Collection). Elle est offerte par Mrs. William H. Moore au Yale University Art Gallery, qui la détient à ce jour.